# Konrad von Goßler (General)
Konrad von Goßler (* 8. November 1881 auf Gut Zichtau, Landkreis Gardelegen; † 9. September 1939 in Berlin-Grunewald) war ein deutscher General der Kavallerie.

## Leben

### Herkunft und Familie
Konrad von Goßler wurde als viertes von sechs Kindern der Eheleute Karl Ferdinand Konrad von Goßler, Landrat des Landkreises Gardelegen, und Elisabeth Ernestine Rabe von Pappenheim (* 1853) auf deren Gutsbesitz Gut Zichtau geboren. Er entstammte der Familie Goßler.
Konrad von Goßler war verheiratet und hatte vier Kinder.

### Armeeeintritt und Erster Weltkrieg
In die preußische Armee trat Konrad von Goßler Ende 1901 im Rang eines Fahnenjunkers ein. Er diente erst im 1. Brandenburgische Dragoner-Regiment Nr. 2 in Schwedt an der Oder, wurde dort 1902 zum Leutnant befördert und diente ab 1908 bis zum Beginn des Ersten Weltkrieges im neu aufgestellten Jäger-Regiment zu Pferde Nr. 5 in Mülhausen.
Während des Ersten Weltkriegs diente Konrad von Goßler zuletzt im Dienstgrad eines Rittmeisters in verschiedenen Generalstäben und wurde für seinen Einsatz, auch später, vielfach ausgezeichnet. Neben beiden Klassen des Eisernen Kreuzes erhielt er u. a. das Ritterkreuz des Königlichen Hausordens von Hohenzollern mit Schwertern.

### Reichsheer
Konrad von Goßler wurde nach dem Ersten Weltkrieg in das Übergangsheer übernommen und im Frühjahr 1920 in den Generalstab der neu aufgestellten 1. Kavallerie-Division in Frankfurt an der Oder versetzt. Mit der Bildung der Reichswehr 1921 wurde er bis Ende 1922 Generalstabsoffiziers im Stab der 3. Kavallerie-Division mit Stationierung in Kassel. Hier diente er unter dem Chef des Stabes Gerd von Rundstedt als I a Offizier. Bis zu seiner Versetzung in den Generalstab der 5. Division nach Stuttgart Mitte 1925 war er in verschiedenen Funktionen im 14. Reiter-Regiment in Ludwigslust tätig. Im Generalstab der 5. Division verblieb er bis zur Versetzung nach Breslau, wo er Ende 1929 unter dem Kommando von Gerd von Rundstedt Chef des Stabes der 2. Kavallerie-Division wurde. Anfang 1931 wurde er Kommandeur des 7. Reiter-Regiments, aber bereits Ende 1932 für zwei Jahre als Chef der Heeresabteilung T1 in das Reichswehrministerium versetzt.
Anfang 1934 wurde er Nachfolger von Oberst Erwin von Witzleben als Infanterieführer VI (Tarnname für den Divisionskommandeur der 6. Infanterie-Division) in Hannover. Es folgte Anfang 1935 die Ernennung zum Artillerieführer VI (Tarnname für den Divisionskommandeur der 19. Infanterie-Division).
Nach der Enttarnung der Verbände wurde er Ende 1935 als Generalmajor offiziell Kommandeur der 19. Infanterie-Division. Im Februar 1938 erfolgte seine Beförderung zum General der Kavallerie. Mit der Übergabe des Kommandos an Günther Schwantes am 1. März 1938 kam er zum Oberkommando des Heeres nach Berlin als Inspekteur der Kavallerie. Bereits Ende 1938 gab er diesen Posten ab und wurde am 31. März 1939 aus dem aktiven Dienst entlassen.

## Auszeichnungen (Auswahl)
- Großherzoglich Oldenburgisches Friedrich August-Kreuz I. Klasse
- Komtur II. Klasse mit Schwertern des Albrechts-Orden
- Komtur II. Klasse mit Schwertern des Friedrichs-Orden
- Ritterkreuz II. Klasse mit Schwertern des Ordens vom Zähringer Löwen
- Ritter des Hausordens der Wendischen Krone
- Österreichisches Militärverdienstkreuz III. Klasse mit der Kriegsdekoration
- Offizier des Militär-Verdienstordens (Bulgarien)